# دانشگاه فنی آخن

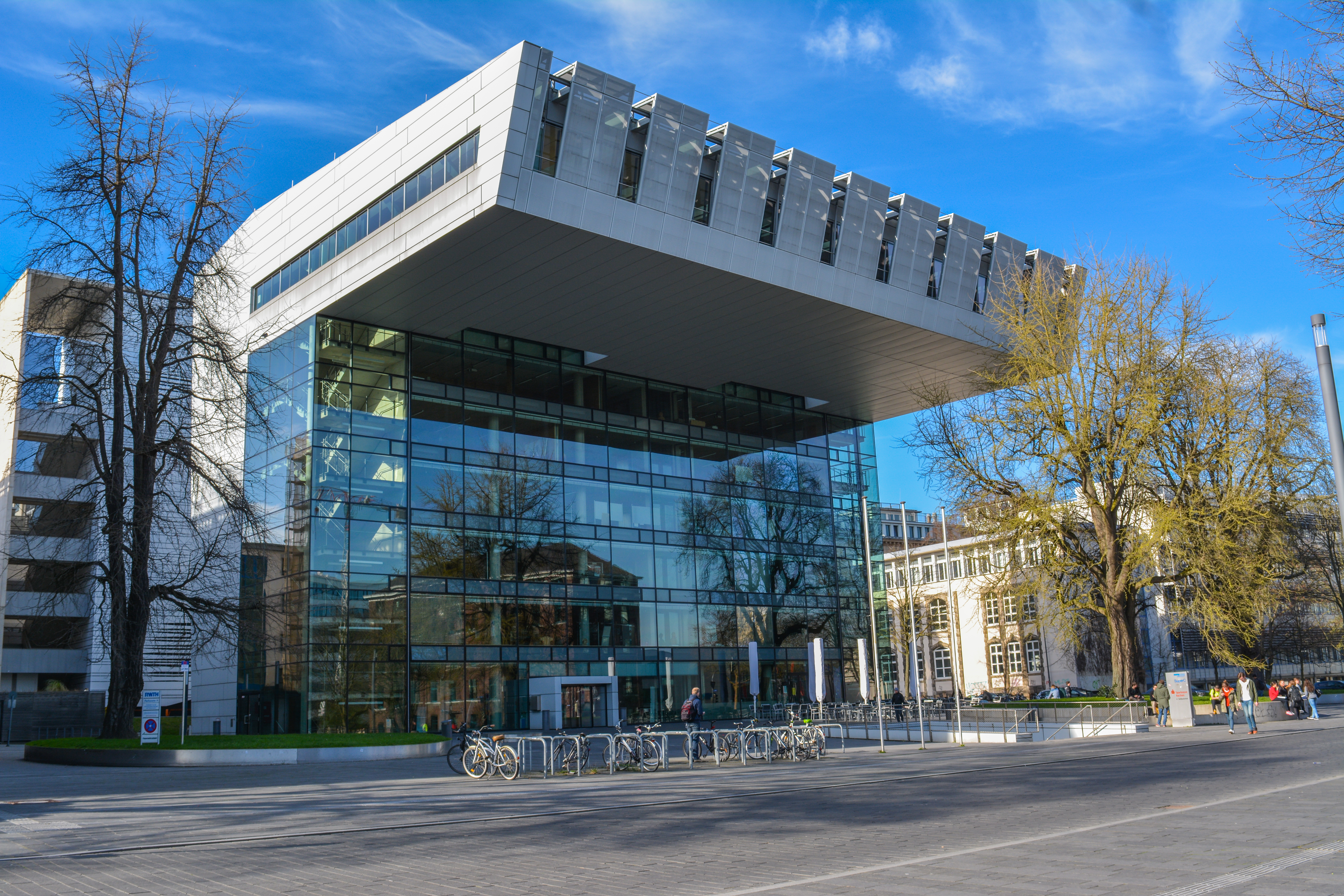
ساختمان SuperC، نماد دانشگاه آخن و مرکز خدمات دانشجویی

دانشگاه فنی راینیش-وستفلیشه آخِن (Rheinisch-Westfälische Technische Hochschule Aachen) یا به‌صورت مخفف ار.و.ت.ها آخن (RWTH Aachen) یک دانشگاه تحقیقاتی دولتی در آخن واقع در ایالت نوردراین-وستفالن آلمان است که با بیش از ۴۷،۰۰۰ دانشجو در ۱۷۰ رشته، بزرگترین دانشگاه صنعتی آلمان به‌شمار می‌رود.

## تاریخچه
در ۲۵ ژانویه ۱۸۵۸ فردریش ویلهلم که یک شاهزاده پروس بود، به هنگام بازگشت از سفر لندن در مکانی در نزدیکی آخن اتراق کرد. رئیس دولت محلی فردریش کوهلوتر از وی یک پذیرایی رسمی کرد و ۵٬۰۰۰ سکه تالر را که از کمک‌های مالی مردم به منظور کارهای خیریه جمع‌آوری شده بود، به وی تحویل داد. شاهزاده ویلهم دستور داد تا این پول برای ساخت یک مدرسه پلی تکنیک در ایالت راین (Rheinprovinz) که یکی از ایالت‌های امپراتوری پروس در آن زمان بود، به کار برده شود.
مکان دقیق ساخت این مدرسه در ابتدا نا مشخص بود. اما از آن جایی که آخن یکی از شهرهای صنعتی آلمان بود و کارخانجات زیادی در آن قرار داشت، تصمیم بر آن شد که این مدرسه عالی در آن جا ساخته شود.
ساخت دانشگاه آخن امروزی از سال ۱۸۶۵ آغاز شد و پنج سال به طول انجامید و در روز دهم اکتبر سال ۱۸۷۰ با نام مدرسه پلی تکنیک راینیش-وستفلیشه پادشاهی آخن (Königliche Rheinisch-Westphälische Polytechnische Schule) رسماً تأسیس شد و با وجود درگیری نظامی میان آلمان و فرانسه، با ۲۲۳ دانشجو و ۲۳ استاد، فعالیت خود را آغاز کرد.
در سال ۱۸۸۰، مدرسه پلی تکنیک پادشاهی آخن به یک دانشگاه فنی (به آلمانی: Technische Hochschule) تبدیل شد و حق اعطای مدرک دکترا را پیدا کرد.
جنگ جهانی اول اثرات زیادی بر روند فعالیت دانشگاه گذاشت. تا آن‌جا که بسیاری از ساختمان‌های دانشگاه در خلال جنگ تخریب شدند و بسیاری از دانشجویانی که به‌طور داوطلبانه برای شرکت در جنگ دانشگاه را ترک کرده بودند، کشته شدند.
با قدرت گرفتن حزب ناسیونال‌سوسیالیست کارگران آلمان به رهبری آدولف هیتلر، دانشگاه آخن نیز به مانند سایر دانشگاه‌ها و مراکز آموزش عالی دستخوش تغییر و تحولات سیاسی قرار گرفت. به گونه‌ای که حق تحصیل و تحقیق در دانشگاه با محدودیت‌های سیاسی روبه‌رو شد، حق تدریس از بسیاری از استادان قدیمی دانشگاه سلب شد و تعداد زیادی از دانشجویان مجبور به ترک دانشگاه شدند. با شروع جنگ جهانی دوم، دانشگاه به علت هم‌جواری شهر آخن با کشورهای هلند و بلژیک به مدت یک سال تعطیل شد.
پس از پایان جنگ دانشگاه بلافاصله فعالیت خود را از سر گرفت.
بیست سال بعد، یعنی در سال ۱۹۶۵، دانشکده فلسفه که اولین دانشکده غیر فنی دانشگاه بود و یک سال پس از آن نیز دانشکده پزشکی تأسیس شدند که دانشگاه آخن را که تا آن زمان تنها رشته‌های فنی در آن ارائه می‌شد، به یک مرکز آموزش عالی جامع مبدل ساختند.
در حالی که دانشگاه‌های فنی آلمان به تدریج نام و نوع سیستم آموزشی خود را رسماً از TH (مخفف Technische Hochschule به معنای مدرسه عالی فنی) به TU (مخفف Technische Universität به معنای دانشگاه فنی) تغییر می‌دادند، دانشگاه آخن برای حفظ ریشه و نامی که تا آن زمان با آن شناخته شده بود، نام خود را حفظ کرد که این روند تا به امروز ادامه داشته‌است.

## شهرت
دانشگاه آخن در زمینه‌های متعددی در مهندسی و فناوری خصوصاً مهندسی مکانیک، برق، صنایع، علوم کامپیوتر، فیزیک و شیمی شهرت جهانی دارد. این دانشگاه دارای بیشترین بودجه تحقیقاتی و بالاترین درآمد سرانه هیئت علمی مرتبط با صنعت در میان تمام دانشگاه‌های آلمان است.
بر اساس یک نظرسنجی که توسط مجله ویرتشافتسووخه (Wirtschaftswoche) که در سال ۲۰۱۳ در میان رؤسای بیش از ۵۰۰ شرکت بزرگ آلمانی برگزار شد، این دانشگاه در رشته‌های مهندسی مکانیک، برق، صنایع، کامپیوتر و علوم طبیعی به عنوان بهترین دانشگاه آلمان شناخته شد.
این دانشگاه در سال ۲۰۰۷ میلادی و در جریان انتخاب دانشگاه‌های نخبگان در آلمان، از سوی بنیاد پژوهش آلمان (DFG) به عنوان تنها دانشگاه برگزیده در ایالت نوردراین وستفالن به جمع دانشگاه‌های برتر آلمان پیوست؛ ولی شهرت دانشگاه آخن در بین دانشگاه‌های آلمانی و اروپایی، تنها به این دلیل نیست، بلکه علت اصلی محبوبیت دانشگاه آخن در رشته‌های فنی است که دانشجویان خارجی بسیاری را نیز به خود جذب کرده‌است.

## آمار و ارقام
دانشگاه فنی آخن دانشگاهی دولتی در ایالت نوردراین-وستفالن آلمان است که از ۲۶۰ کرسی تدریس و مؤسسه آموزشی تشکیل شده‌است. در ترم زمستانی ۲۰۲۱–۲۲ در این دانشگاه ۹٬۳۳۵ نفر مشغول به کار بوده‌اند. این رقم شامل ۵۵۳ استاد، ۶٬۲۴۰ کارمند آکادمیک، ۲٬۹۶۱ کارمند غیر آکادمیک و ۶۹۶ کارآموز می‌شود. با توجه به این آمار، دانشگاه آخن بزرگ‌ترین کارآفرین کل منطقه آخن به‌شمار می‌رود.

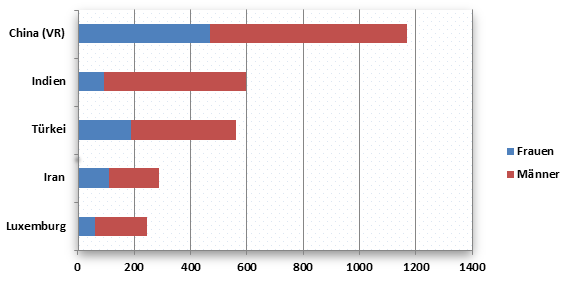
۵ کشور اول دانشجویان خارجی دانشگاه آخن در ترم زمستانی ۲۰۱۳–۱۴ (رنگ آبی: زنان و رنگ قرمز: مردان) دانشگاه آخن در مجموع ۶٬۳۹۵ دانشجوی خارجی از ۱۰۸ کشور مختلف دارد که بیشتر آن‌ها به ترتیب از کشورهای چین، هند، ترکیه، ایران و لوکزامبورگ می‌باشند.

در ترم زمستانی ۲۰۲۱–۲۲ بیش از ۴۷٬۰۰۰ دانشجو در ۱۷۰ رشته تحصیلی در این دانشگاه مشغول به تحصیل بودند که از این حیث دانشگاه آخن بزرگترین دانشگاه آلمان در رشته‌های فنی و مهندسی به‌شمار می‌رود. سالیانه بیش از ۶٬۰۰۰ دانشجوی جدید در این دانشگاه ثبت نام می‌کنند، بیش از ۷٬۰۰۰ نفر فارغ‌التحصیل می‌شوند و بیش از ۶۰۰ نفر مدرک دکترای خود را دریافت می‌کنند.
۷۶ درصد دانشجویان این دانشگاه از ایالت نوردراین-وستفالن و ۱۲ درصد از سایر ایالت‌های آلمان هستند. ۱۲ درصد باقی‌مانده نیز اتباع خارجی هستند. این دانشگاه در مجموع ۶٬۳۹۵ دانشجوی خارجی از ۱۰۸ کشور مختلف دارد که بیشتر آن‌ها به ترتیب از کشورهای چین، هند، ترکیه، ایران و لوکزامبورگ می‌باشند.
۴۹ درصد دانشجویان دانشگاه آخن در رشته‌های مهندسی و ۲۵ درصد در رشته‌های ریاضیات و علوم طبیعی تحصیل می‌کنند. به‌طور کلی ۳۰ درصد دانشجویان این دانشگاه را زنان تشکیل می‌دهند که البته این نسبت در هر رشته متغیر است.
بر اساس آمار بنیاد پژوهش آلمان، دانشگاه آخن با رقمی بالغ بر ۱۶۰ میلیون یورو بالاترین بودجه تحقیقاتی مرتبط با صنعت در میان تمام دانشگاه‌های آلمان را داراست که پس از آن دانشگاه فنی دارمشتات با ۸۴ میلیون یورو در رتبه دوم و سپس مؤسسه فناوری کارلسروهه با ۸۳ میلیون یورو در جایگاه سوم قرار دارند.

### رتبه جهانی
در رتبه‌بندی دانشگاهٔ جهان QS در سال ۲۰۲۰ دانشگاه فنی آخن در رتبه ۱۳۸دنیا و هفتم آلمان قرار گرفته‌است.همچنین بر اساس رتبه‌بندی مؤسسه تایمز در سال ۲۰۲۰ این دانشگاه در رتبه ۹۹ دانشگاه‌های جهان قرار دارد.
دانشگاه آخن هر ساله در رتبه‌بندی‌های بین‌المللی دانشگاه‌ها، بالاترین جایگاه را در رشته‌های مهندسی در بین دانشگاه‌های آلمان و اروپا کسب می‌کند.
رتبه دانشگاه در برخی از نظام‌های رتبه‌بندی دانشگاه‌های جهان:
| نظام رتبه‌بندی (جهانی)                        | ۲۰۱۴    | ۲۰۱۳    | ۲۰۱۲    | ۲۰۱۱    |
| -------------------------------------------- | ------- | ------- | ------- | ------- |
| QS World University Rankings (کلی)           | ۱۴۷     | ۱۴۷     | ۱۵۰     | ۱۴۰     |
| QS World University Rankings (علوم مهندسی)   | ۴۲      | ۲۸      | ۳۰      | ۳۵      |
| QS World University Rankings (مهندسی مکانیک) | ۱۸      | ۱۷      | ۲۳      | ۴۷      |
| QS World University Rankings (فیزیک)         | ۳۷      | ۳۰      | ۲۶      | ۴۸      |
| QS World University Rankings (علوم طبیعی)    | ۳۶      | ۴۷      | ۸۳      | ۸۲      |
| QS World University Rankings (مهندسی مواد)   | ۲۵      | ۴۵      | ۴۷      | ۵۱–۱۰۰  |
| QS World University Rankings (مهندسی شیمی)   | ۳۶      | ۴۵      | ۵۱–۱۰۰  | ۵۱–۱۰۰  |
| QS World University Rankings (مهندسی برق)    | ۴۵      | ۵۱–۱۰۰  | ۵۱–۱۰۰  | ۵۱–۱۰۰  |
| رتبه‌بندی شانگهای (کلی)                       | ۲۰۱–۳۰۰ | ۲۰۱–۳۰۰ | ۲۰۱–۳۰۰ | ۲۰۱–۳۰۰ |
| رتبه‌بندی شانگهای (ریاضیات)                   | ۱۰۱–۱۵۰ | ۷۶–۱۰۰  | ۷۶–۱۰۰  | ۷۶–۱۰۰  |

## دانشکده‌ها
دانشگاه آخن دارای نه دانشکده با یکصد و پانزده رشته تحصیلی می‌باشد.
- دانشکده ریاضیات، علوم رایانه و علوم طبیعی
- دانشکده معماری
- دانشکده مهندسی عمران
- دانشکده مهندسی مکانیک
- دانشکده مهندسی ذخایر معدنی و مواد
- دانشکده مهندسی برق و فناوری اطلاعات
- دانشکده فلسفه
- دانشکده اقتصاد
- دانشکده پزشکی

## افراد مشهور

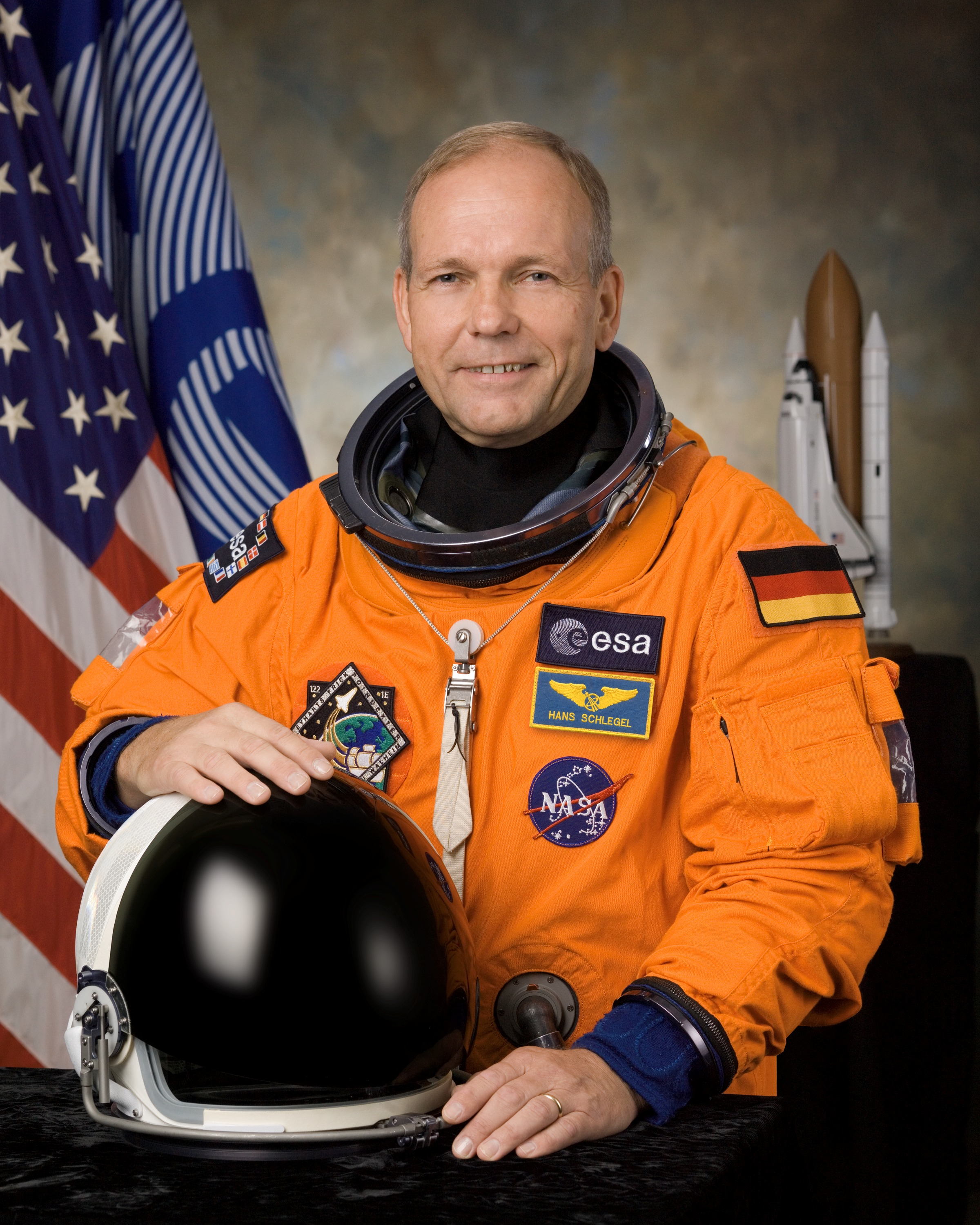
هانس شلگل، فضانورد آلمانی، از دانش‌آموختگان دانشگاه آخن است.

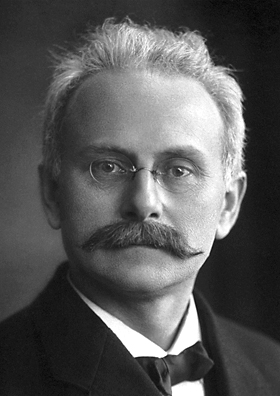
یوهانس اشتارک، برنده جایزه نوبل فیزیک، از استادان دانشگاه آخن بود.

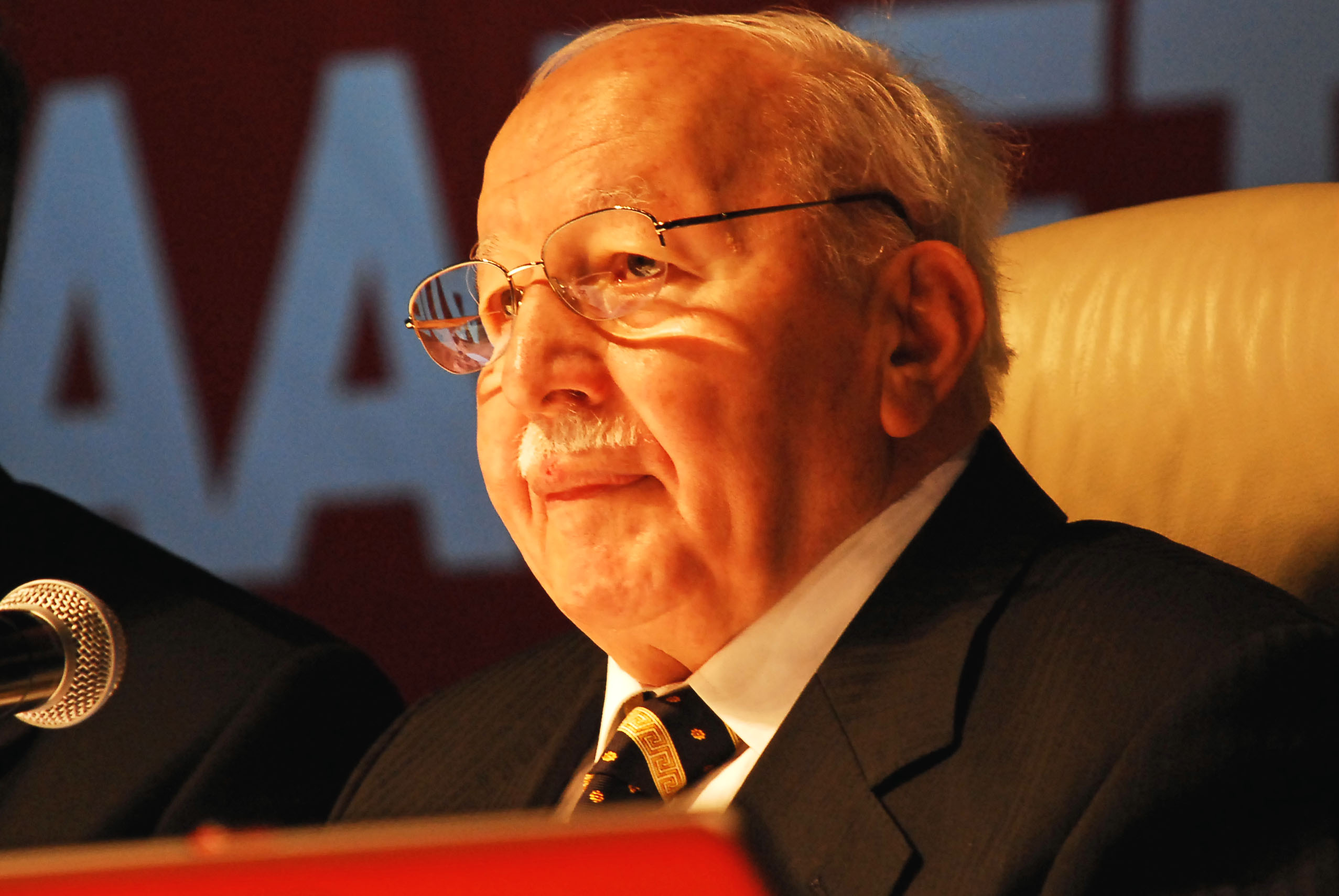
نجم‌الدین اربکان، نخست‌وزیر سابق ترکیه، دکترای خود در رشته مکانیک را در دانشگاه آخن گرفت.

برخی از افراد مشهور مرتبط با این دانشگاه عبارتند از:
برندگان جوایز نوبل:
- فیلیپ لنارت
- ویلهلم وین
- یوهانس اشتارک
- پیتر دبای
- کارل زیگلر
- توماس زودهوف

دانش‌آموختگان:
- رنگین دادفر سپنتا
- هانس شلگل
- نجم‌الدین اربکان
- ایکی باتیستا
- ابوالقاسم ذاکرزاده
- حیدر مستخدمین حسینی
- والتر هوهمان
- یوسف حبیبی
- هوگو یونکرس
- ارنست اشماختنبرگ
- غلامرضا منوچهری
- نورالدین کیانوری

استادان:
- گوتفرید بوهم
- بودو فون بوریس
- تئودوره فون کارمن
- هانس ون منگلولد
- هادی تهرانی
- اوتو لمان
- ویلهلم کایم
- هلموت تسان
- آرنولد زومرفلد
- آرنولد گلن
- والتر بیمل
- دیوید دیوینچنزو

دکترای افتخاری:
- آلبر فر
- پتر گرونبرگ
- سوارت پارکین
- کارلو روبیا
- ساموئل چائو چونگ تینگ

## نگارخانه

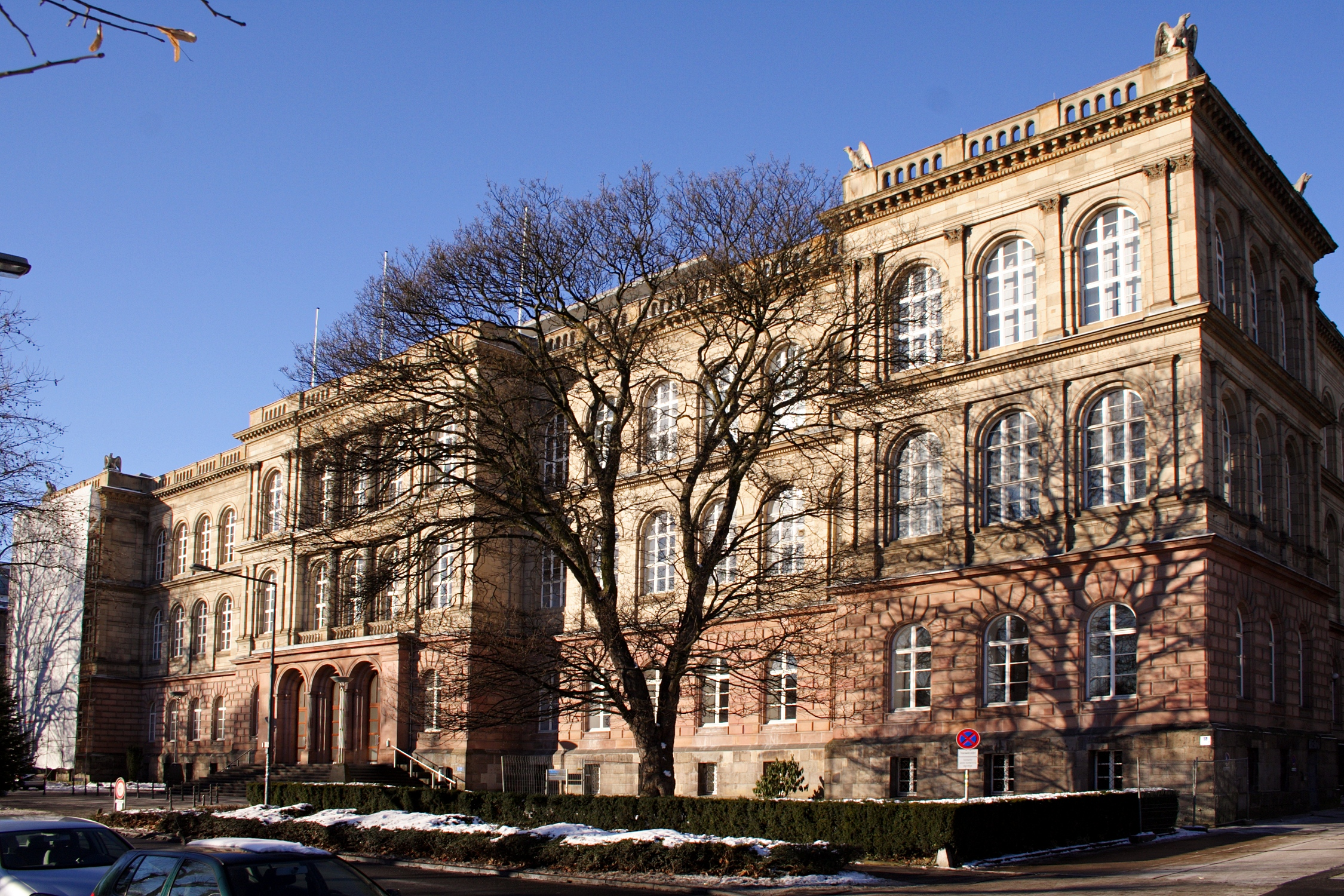
ساختمان مرکزی دانشگاه
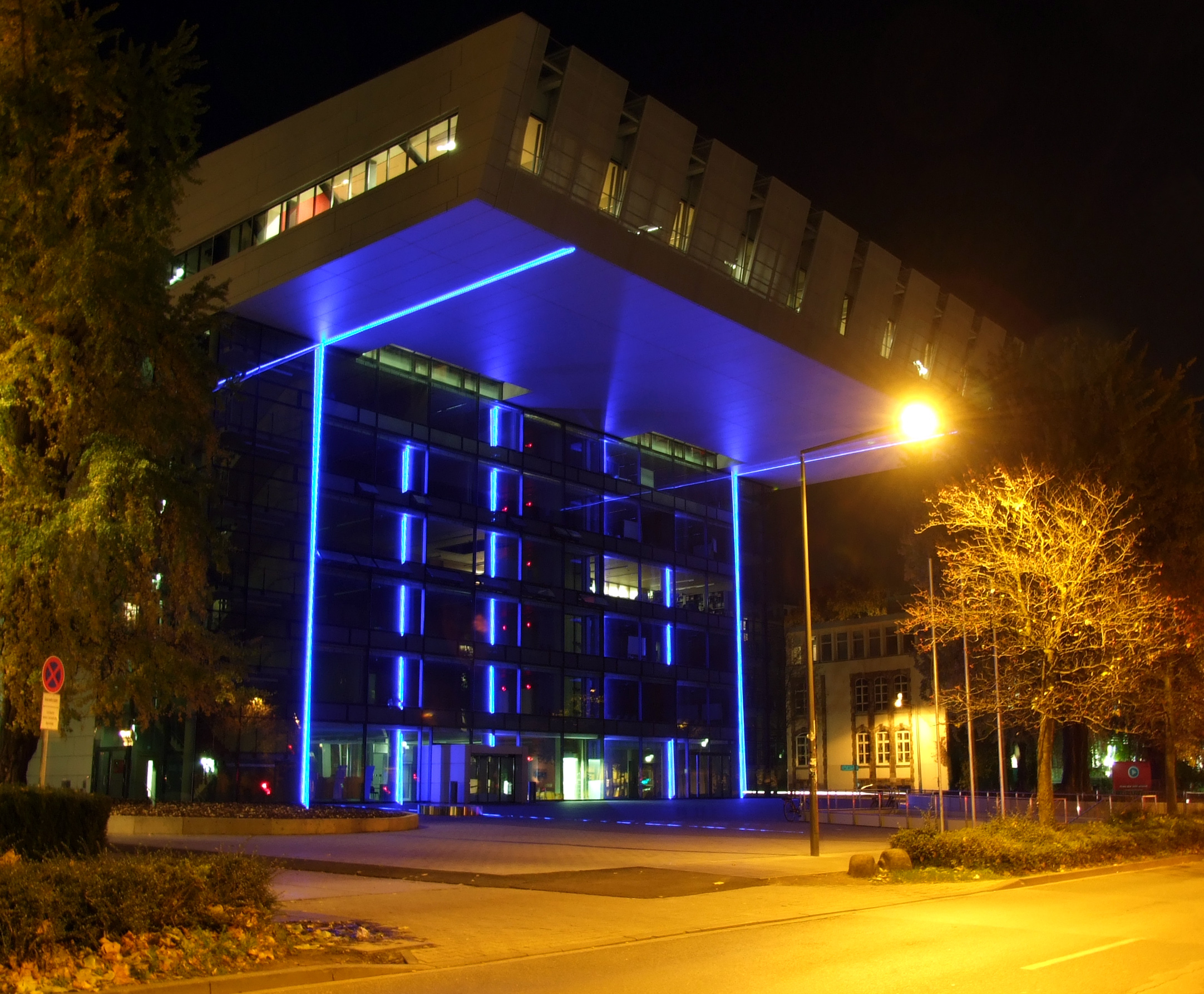
ساختمان SuperC در شب
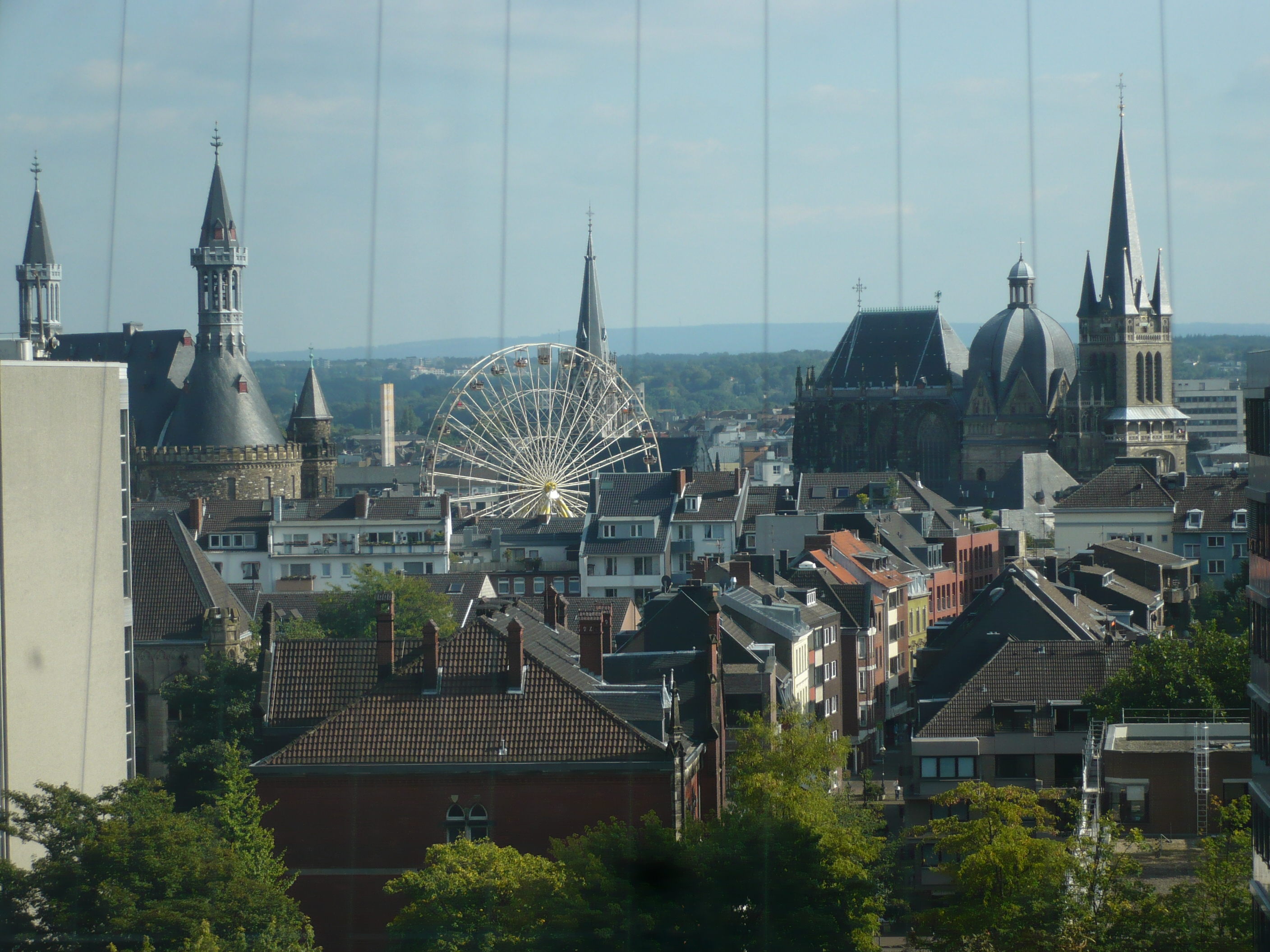
نمای شهر آخن از ساختمان SuperC
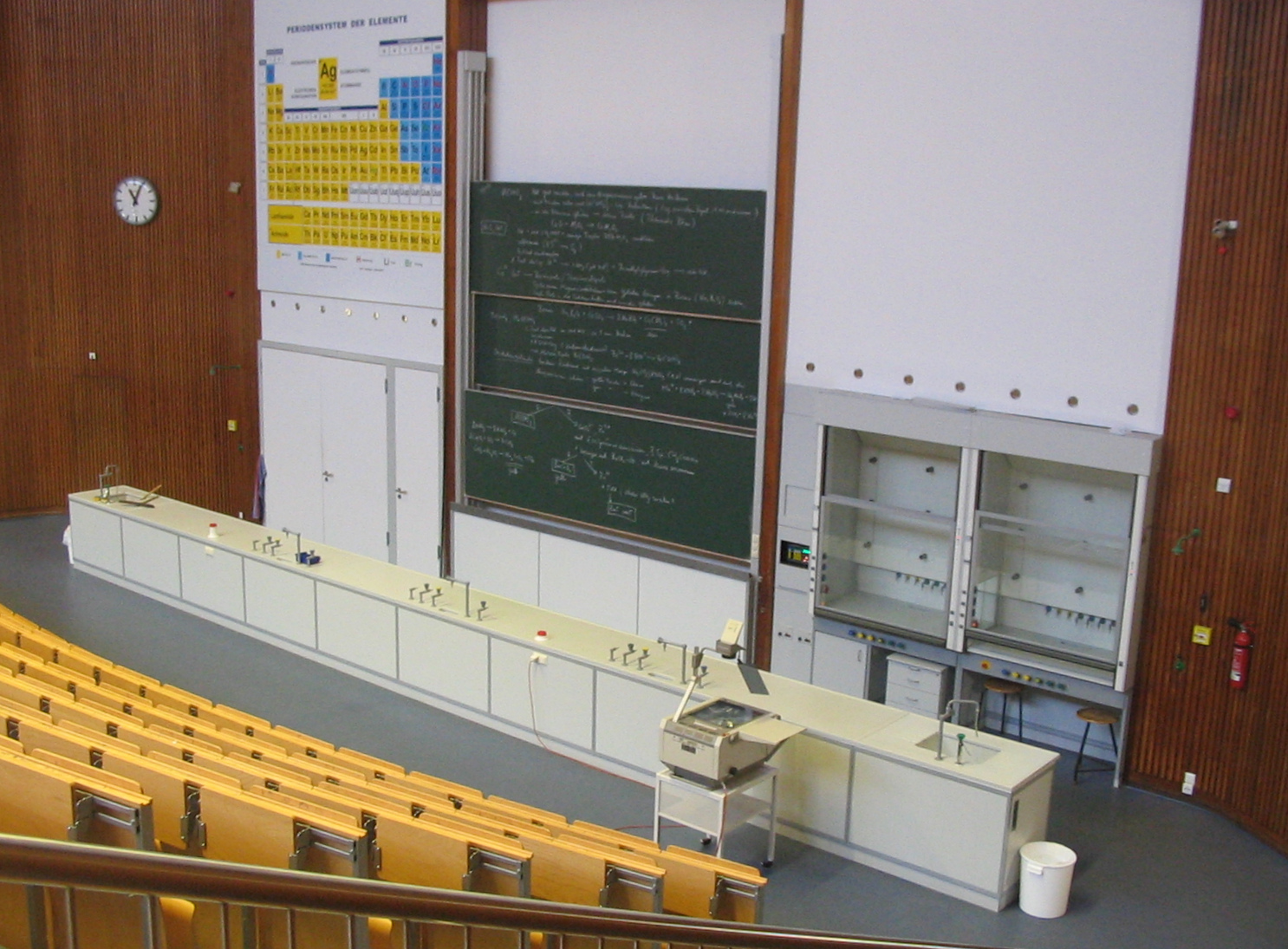
کلاس درس، ساختمان شیمی معدنی
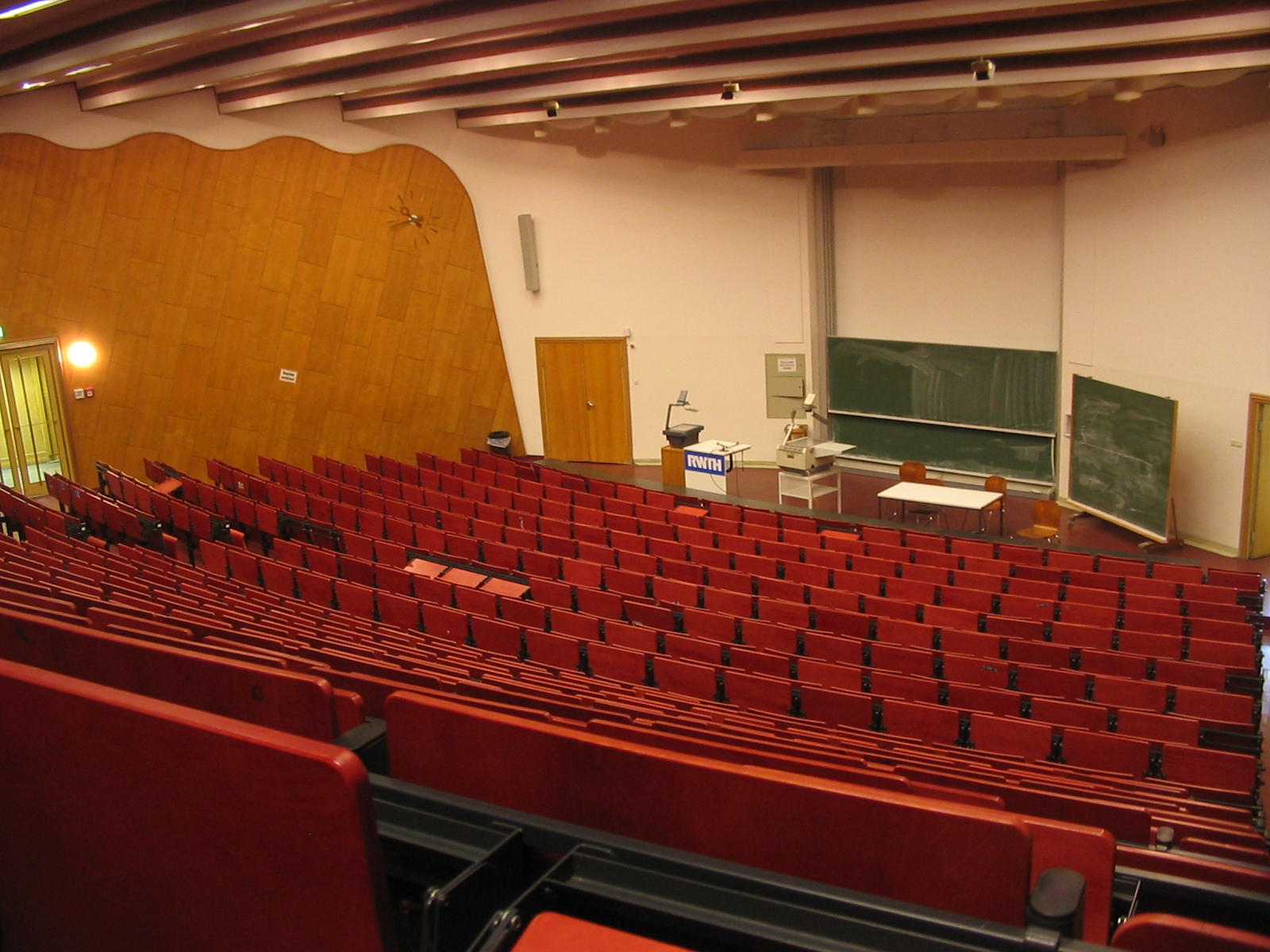
سالن Roter Hörsaal
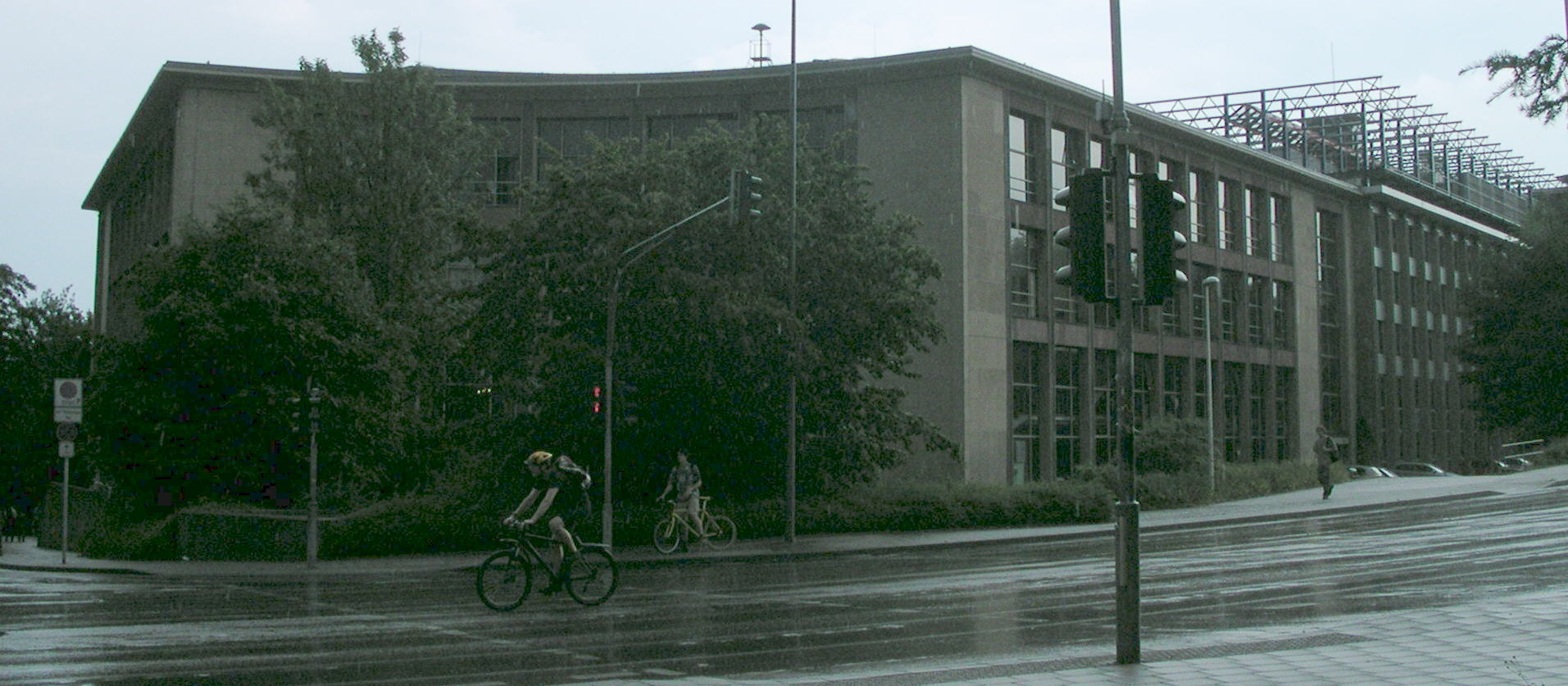
ساختمان Audimax
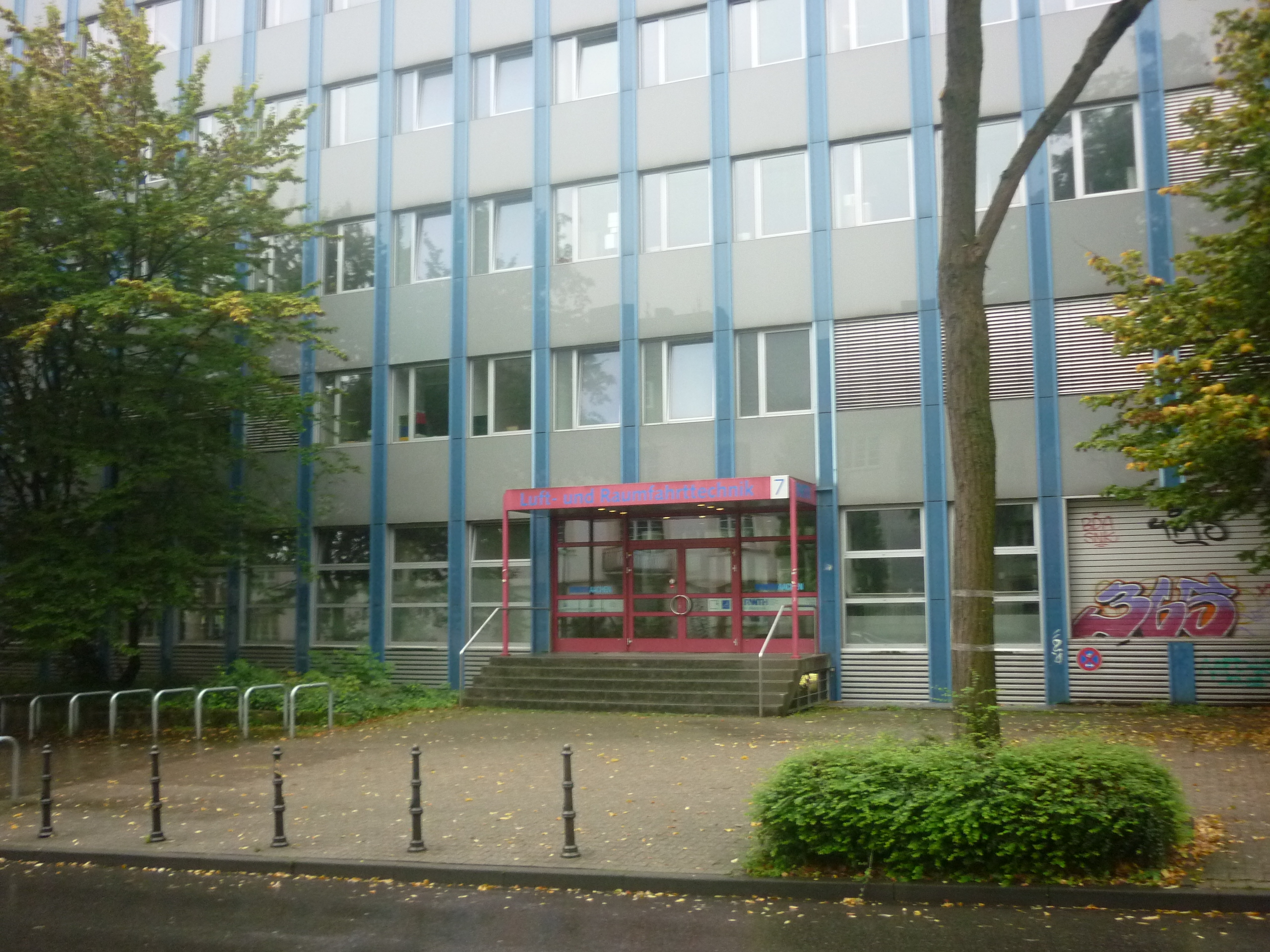
ساختمان هوافضا
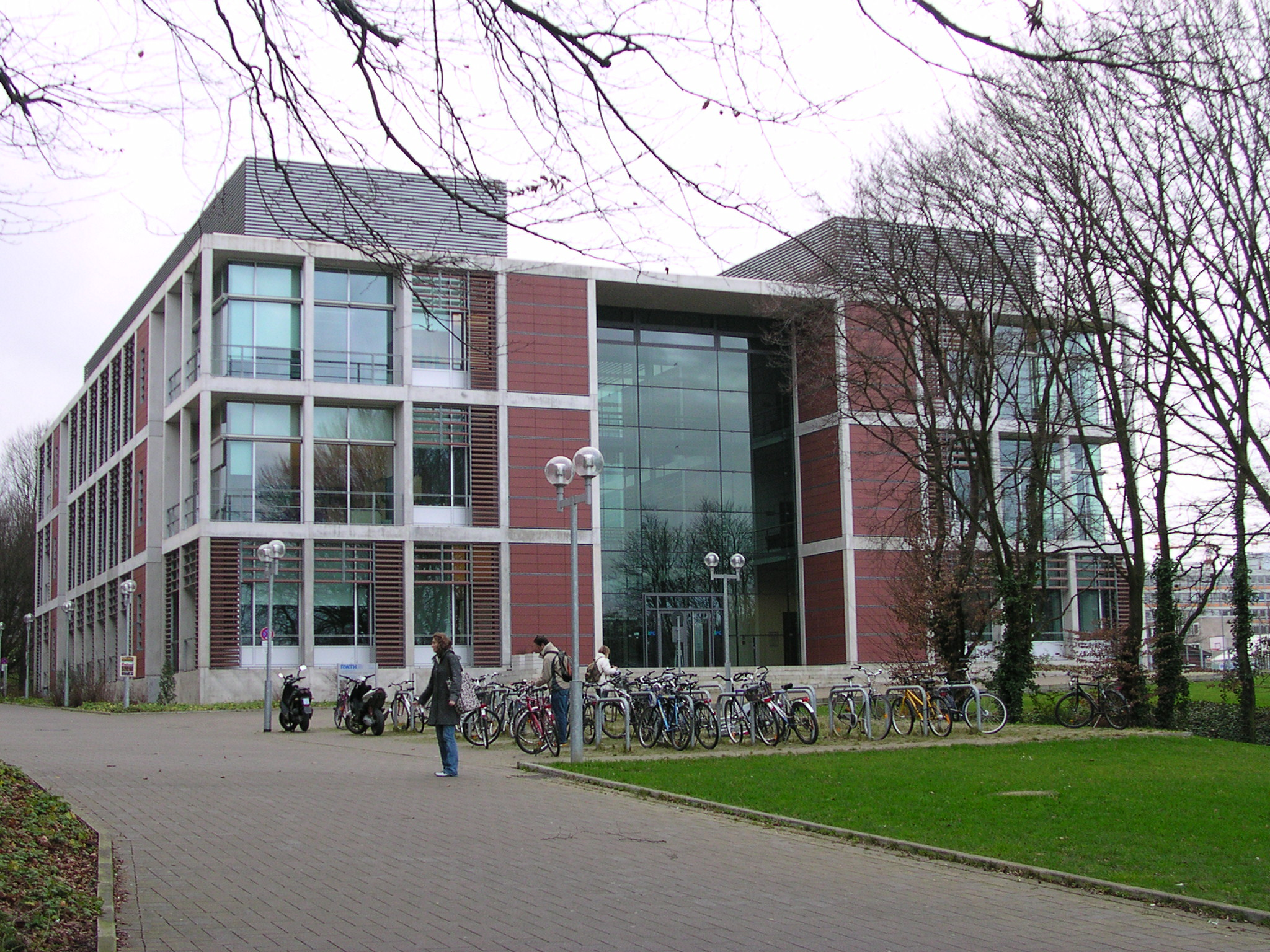
ساختمان شیمی‌فیزیک
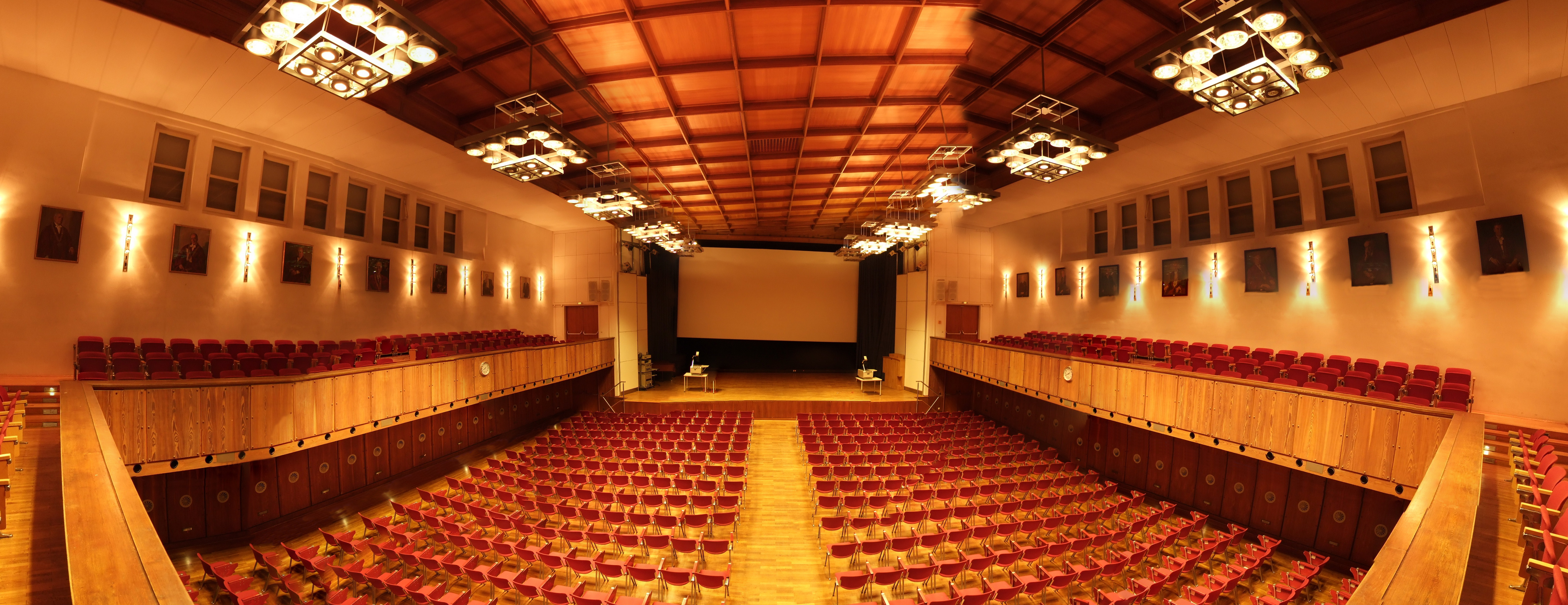
سالن همایش‌ها در ساختمان مرکزی
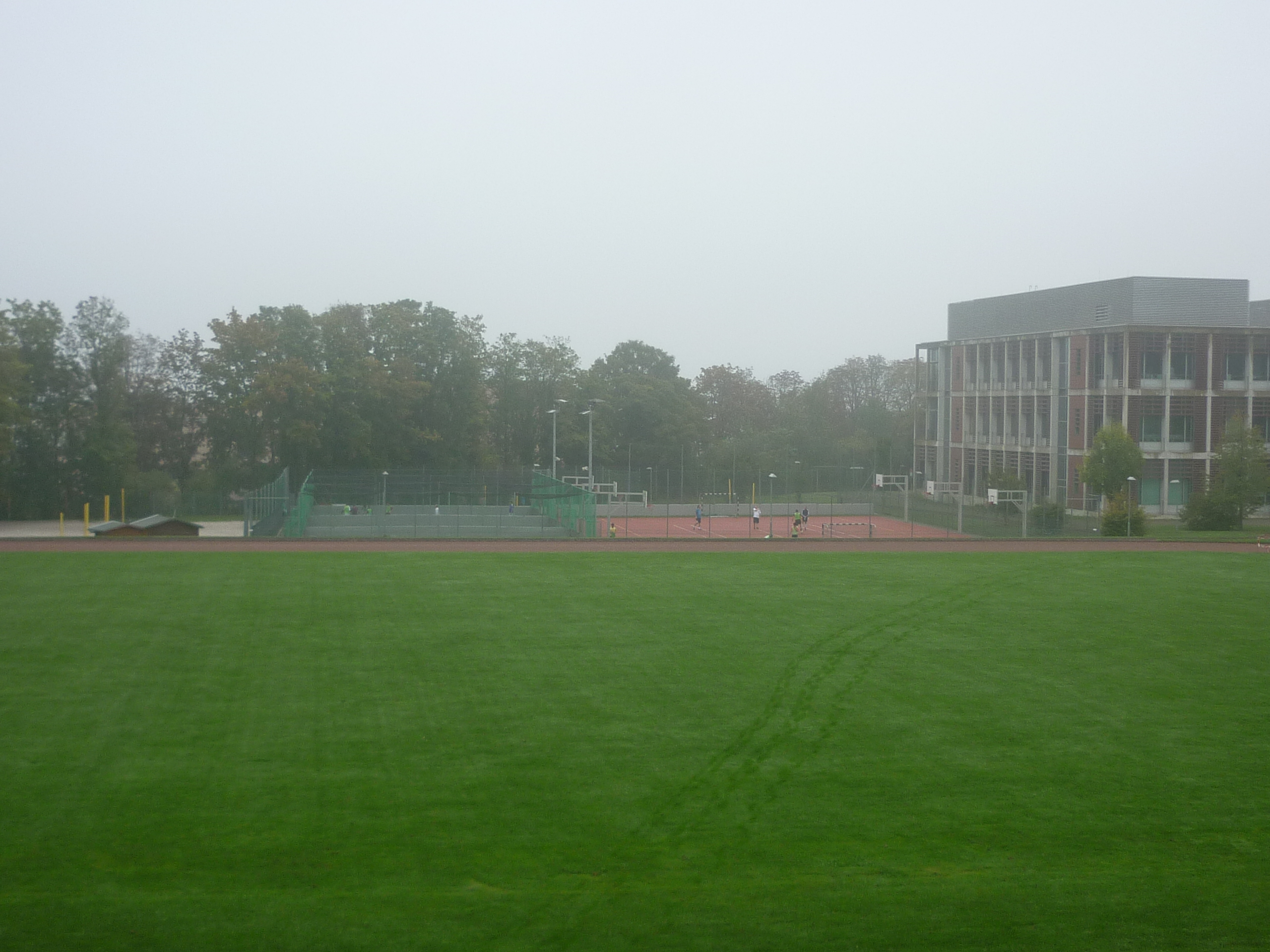
امکانات ورزشی دانشگاه
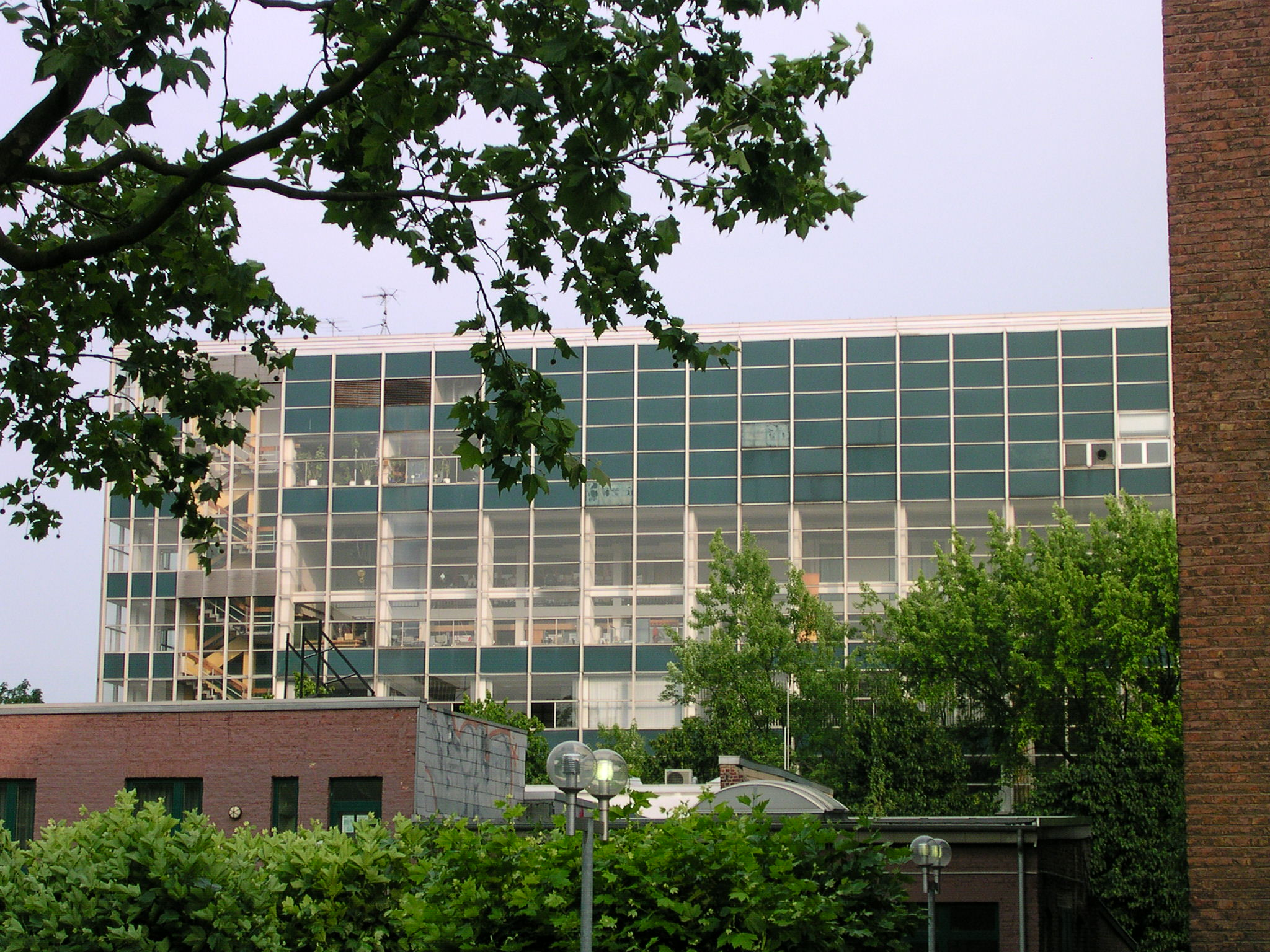
دانشکده مکانیک
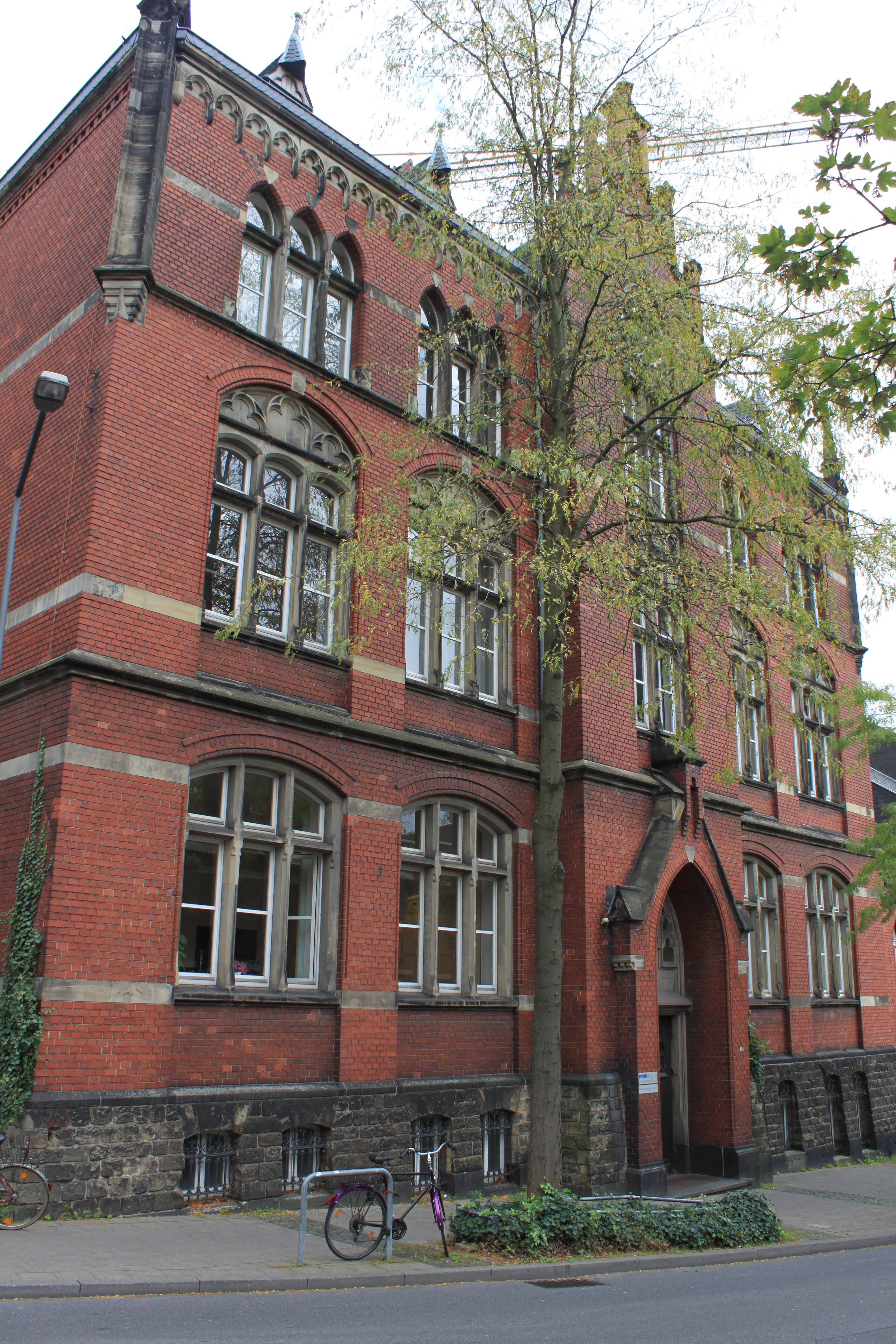
ساختمان فلسفه
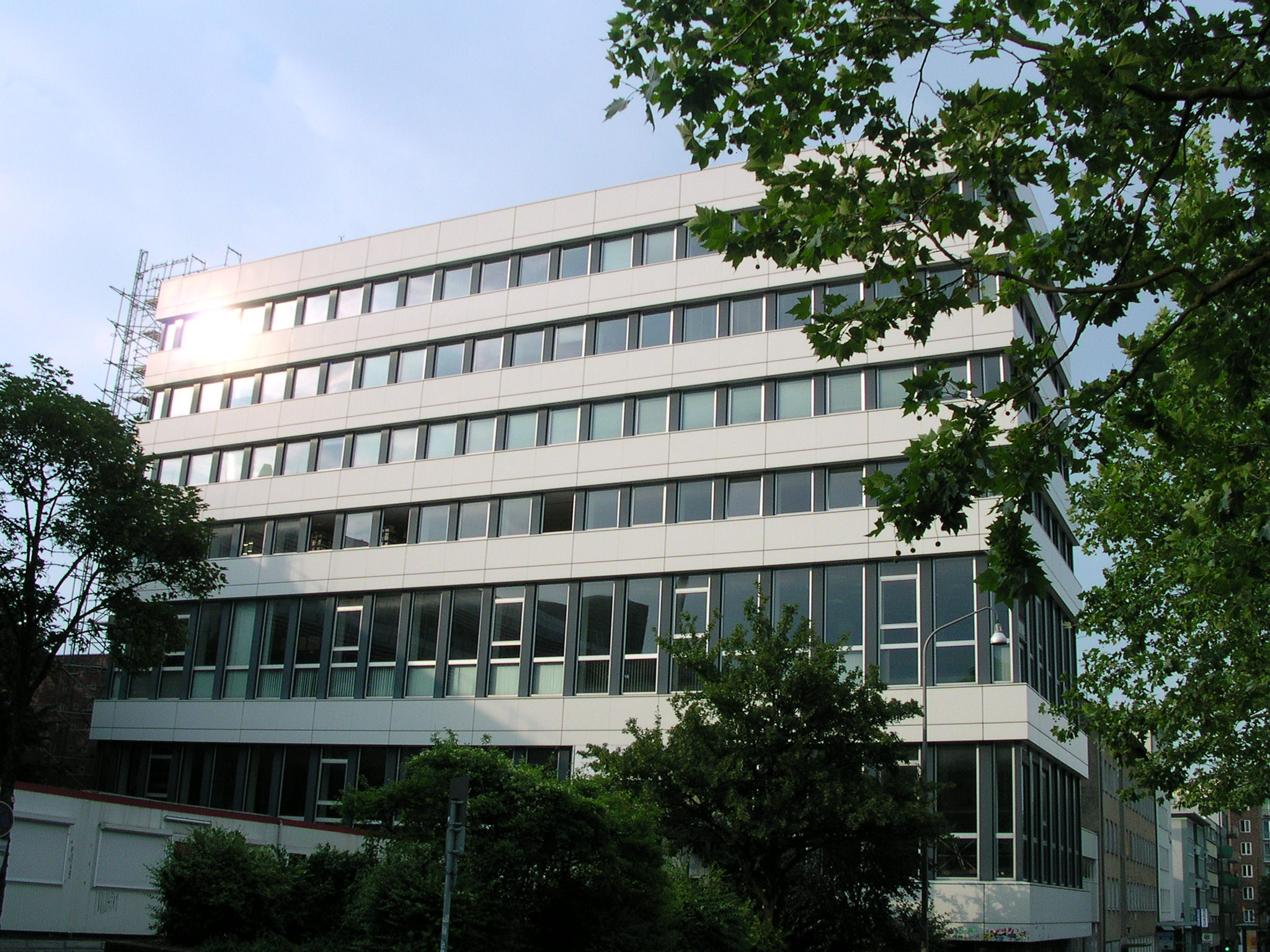
کتابخانه مرکزی دانشگاه
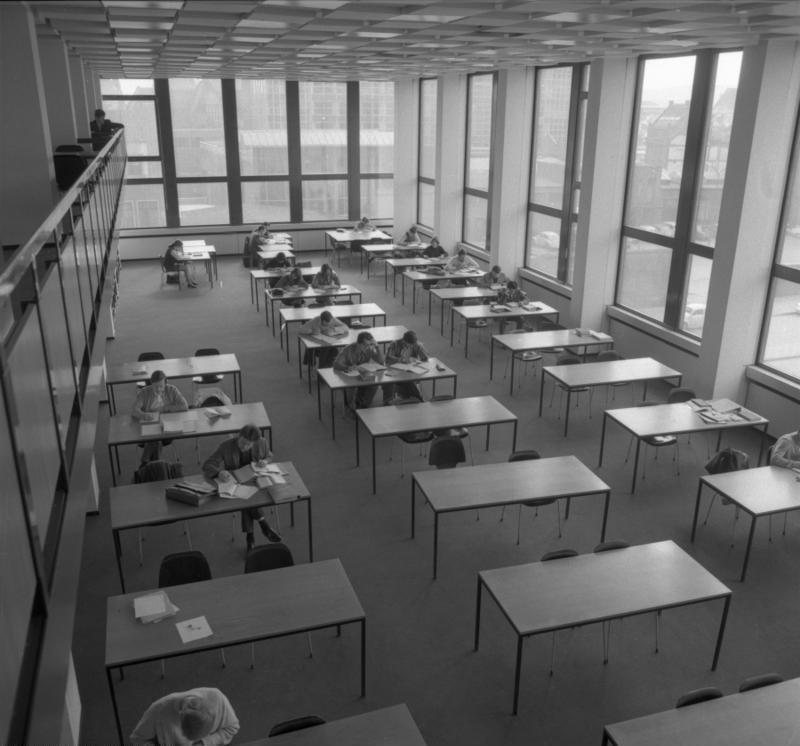
کتابخانه دانشگاه (سال ۱۹۷۰)